# پپتید تی
پپتید تی (به انگلیسی: Peptide T) یک ترکیب شیمیایی با شناسه پاب‌کم ۷۳۳۵۲ است. 